# استاروبازانوو
استاروبازانوو (انگلیسی: Starobazanovo) یک شهرک در شهرستان بیرسکی باشقیرستان کشور روسیه است.